# Liquid Swords
Albums de GZA
Words from the Genius
(1991) Beneath the Surface
(1999)
Singles
1. I Gotcha Back
Sortie : 22 août 1994
2. Liquid Swords
Sortie : 10 octobre 1995
3. Cold World
Sortie : 28 novembre 1995
4. Shadowboxin
Sortie : 1996

Liquid Swords est le deuxième album studio de GZA (sous le nom Genius/GZA), sorti le 7 novembre 1995.
Cet opus est considéré comme une pièce maîtresse de la renaissance du rap East Coast et le magnum opus de GZA. Il est entièrement produit par RZA, excepté le dernier morceau produit par The 4th Disciple, le producteur attitré de Killarmy.
L'album s'est classé 2e au Top R&B/Hip-Hop Albums et 9e au Billboard 200 et a été certifié disque d'or par la Recording Industry Association of America (RIAA) le 17 janvier 1996.

## Liste des titres
| No  | Titre                                                                                    | Contient un (des) sample(s) de | Durée |
| --- | ---------------------------------------------------------------------------------------- | --- | ----- |
| 1.  | Liquid Swords (featuring RZA)                                                            | Groovin' de Willie Mitchell Mercy, Mercy, Mercy de Willie Mitchell The Legend of Lone Wolf du Wonderland Philharmonic                                                     | 3:11  |
| 2.  | Duel of the Iron Mic (featuring Masta Killa, Inspectah Deck et Ol' Dirty Bastard)        | I'm Afraid the Masquerade Is Over de David Porter | 4:06  |
| 3.  | Living in the World Today (featuring RZA et Method Man)                                  | In the Hole des Bar-Kays I'm His Wife (You're Just a Friend) d'Ann Sexton                                                                                                 | 4:23  |
| 4.  | Gold (featuring Method Man)                                                              | Aries de Cannonball Adderley et le Nat Adderley Sextet | 3:57  |
| 5.  | Cold World (featuring Life et Inspectah Deck)                                            | Plastic People des Mothers of Invention In the Rain des Dramatics Rocket Love de Stevie Wonder Love Me in a Special Way de DeBarge "Love and Ambition" de Elmer Bernstein | 5:30  |
| 6.  | Labels (featuring RZA)                                                                   | Don't Leave Me This Way de Thelma Houston | 2:54  |
| 7.  | 4th Chamber (featuring Ghostface Killah, Killah Priest et RZA)                           | Groovin' de Willie Mitchell Dharmatma Theme Music (Sad) de Kalyanji Anandji Assassin With Son du Wonderland Philharmonic                                                  | 4:36  |
| 8.  | Shadowboxin' (featuring Method Man)                                                      | Trouble, Heartaches & Sadness d'Ann Peebles | 3:30  |
| 9.  | Hell's Wind Staff / Killah Hills 10304 (featuring RZA, Masta Killa et Ol' Dirty Bastard) | Soul Vibrations de Dorothy Ashby Lost in Love de New Edition | 5:08  |
| 10. | Investigative Reports (featuring U-God, Raekwon et Ghostface Killah)                     | I'd Be So Happy de Three Dog Night | 3:49  |
| 11. | Swordsman (featuring Method Man)                                                         | | 3:21  |
| 12. | I Gotcha Back (featuring RZA)                                                            | | 5:01  |
| 13. | B.I.B.L.E. (Basic Instructions Before Leaving Earth) (featuring Killah Priest)           | | 4:29  |